# Rudolf Sarközi

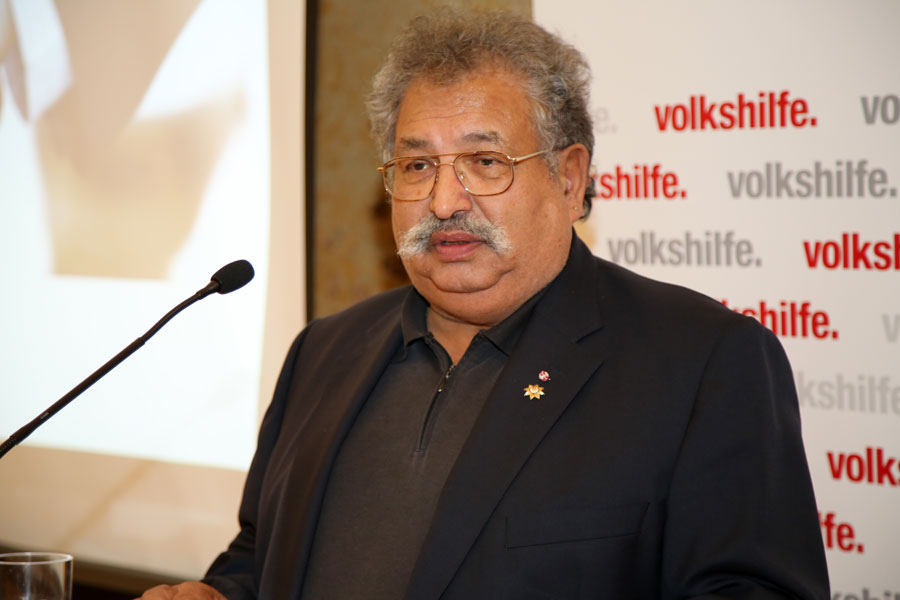
Rudolf Sarközi (2013)

Rudolf Sarközi (* 11. November 1944 im Anhaltelager Lackenbach; † 12. März 2016) war als Obmann des Kulturvereins österreichischer Roma ein Vertreter der österreichischen Roma.

## Leben
Rudolf Sarközi wurde als Sohn einer burgenländischen Romni und eines Wiener Sinto im nationalsozialistischen "Zigeuner-Anhaltelager" Lackenbach geboren. "Durch die Armut und rassistische Ausgrenzung" sei auch er, wie er später erklärte, "von Bildung nahezu ausgeschlossen" geblieben. Er besuchte die Volksschule Unterschützen im Burgenland. Als „Zigeuner“ erhielt er keine Lehrstelle und arbeitete als Hilfsarbeiter im Hoch- und Tiefbau und als Monteurhelfer bei einem Wasser- und Heizungsinstallationsunternehmen.
Nach der Eheschließung übersiedelte Sarközi 1964 mit seiner Ehefrau Helga und dem Sohn Andreas nach Wien, wo er nach seinem Wehrdienst bei einem Elektro- und Blitzschutzunternehmen beschäftigt war.
1981 wurde Sarközi von der Gemeinde Wien im städtischen Fuhrpark als Kraftfahrer angestellt, war aber seit Juli 1997 wegen seiner Tätigkeit im Interesse der Roma und Sinti karenziert. 2005 trat er in den Ruhestand. Er wurde auf dem Heiligenstädter Friedhof in Wien in einem ehrenhalber gewidmeten Grab beigesetzt.

### Politische Tätigkeit
Sarközi schloss sich, wie er bekundete, der sozialistischen Bewegung an, das heißt, er trat der SPÖ bei. Nachdem er einer der Gründer eines Zusammenschlusses der burgenländischen Roma ("Verein Roma") gewesen war und in Wien ein weiterer Verein begründet worden war, folgte auf seine Initiative 1991 die Gründung des Kulturvereins österreichischer Roma, dessen Obmann er von da an war. Eine Petition des Kulturvereins, die auch vom Verein Roma in Oberwart unterstützt wurde, führte zu einem Entschließungsantrag aller vier damals im Parlament vertretenen Parteien, der einstimmig angenommen wurde und schließlich die Anerkennung der österreichischen Roma Österreichs als Volksgruppe der Roma im Dezember 1993 brachte. "Roma" war nicht im Sinne einer Beschränkung auf die burgenländischen Roma gemeint, sondern "Oberbegriff für die verschiedenen in Österreich lebenden autochthonen Untergruppen" (Sarközi) der Gesamtminderheit. Seit 1995 war er Vorsitzender des "Volksgruppenbeirats" der österreichischen Roma-Minderheit im Bundeskanzleramt. Von 2001 bis 2010 war er Bezirksrat im 19. Wiener Gemeindebezirk und damit der erste in Österreich in ein politisches Amt gewählte Rom.
Am 3. Juni 1996 wurde das von Rudolf Sarközi gegründete Roma Dokumentations- und Informationszentrum von Bundeskanzler Franz Vranitzky, Bürgermeister Michael Häupl und dem damaligen Bundespräsident Thomas Klestil eröffnet. Es befindet sich im 19. Wiener Gemeindebezirk.
Sarközi beteiligte sich an der ständigen Ausstellung im Museum Auschwitz-Birkenau. Am 24. November 1996 proklamierte der Internationale Rat zum Gedenken der Vernichtung der Roma den 2. August als Tag des Gedenkens an den Genozid an den europäischen Roma. Seit 1997 nahm er an der jährlichen Gedenkfeier des Rats teil, dem er auch angehörte.
Nach der Ermordung von vier Roma durch den Bomben-Attentäter Franz Fuchs in Oberwart musste Sarközi die Roma-Minderheit in Österreich vermehrt bei vielen Veranstaltungen vertreten. Im Juni 1995 war er einer der Gründer des in Reaktion auf das Attentat entstandenen Roma-Fonds, der seine Aufgabe in der Verbesserung der Bildungs- und Ausbildungssituation der österreichischen Roma sieht. Sarközi war Vorsitzender des Verwaltungsausschusses.

## Auszeichnungen und Ehrungen (Auszug)
- 1998: Großes Ehrenzeichen des Landes Burgenland
- 1999: Goldenes Verdienstzeichen der Republik Österreich
- 1999: Goldenes Verdienstzeichen des Landes Wien
- 2000: Ehrenzeichen des Landes Kärnten
- 2002: Berufstitel Professor[9]
- 2007: Goldenes Ehrenzeichen des Landes Steiermark
- 2008: Goldenes Ehrenzeichen des Land Niederösterreich
- 2010: Goldenes Ehrenzeichen für Verdienste um das Land Wien
- 2010: Goldenes Ehrenzeichen für Verdienste um die Republik Österreich
- 2014: Komturkreuz des Landes Burgenland[10]
- 2017: Am 9. Oktober wurde die Wohnhausanlage, in der Sarközi 52 Jahre lang gewohnt hatte, in "Rudolf-Sarközi-Hof" umbenannt.[11]